# F906i
FOMA F906i（フォーマ・エフ きゅう まる ろく アイ）は、富士通によって開発された、NTTドコモの第三世代携帯電話 (FOMA) 端末である。

## 概要
F905iを改良したスイング式の端末。F905iにあったスイング部の銀色の装飾がなくなった。また、少し丸みを帯びたスタイルでありF904iに似たデザインとなった。厚さはF905iよりも2.3mm薄くなったため富士通製のスイング式端末では初めて厚さ20mmを切った。
従来は空きスペースだった「TVキー」と「MULTIキー」の間に「サーチキー」が新設された。これによりiモード中やフルブラウザ中などWeb時の検索や端末内のデータ検索などができるようになった。
キーライトは7色とレインボーから選べ、本体色がホワイトの場合はキーの面が光り、それ以外の本体色では文字が光る。
指紋認証センサーはフルブラウザ時のフィンガーポインターとしても利用できるようになった。またプライバシーモードの解除時などに現れる認証画面を非表示にできるようになる「ステルス認証」が搭載された。外部メモリーは規格上限の8GBまでのmicroSDHCカード（ドコモ発表）に対応。
一部のらくらくホンシリーズに搭載されていた、加速度センサーを利用した万歩計機能が搭載された。
iアプリは、F905iでは不可能だった音声認識ができるようになった。このため、これを利用した「日英版しゃべって翻訳 for F」や「日中版しゃべって翻訳 for F」が搭載されている。また加速度センサーを利用した「ウォーキングチェッカー」が搭載されている。他に搭載されているiアプリは「チャクレンジャーカート ネオ」（直感ゲーム）、「ケータイ脳力ストレッチング2」、「太鼓の達人4 F」、「アバターメーカー for F」、「地図アプリ」、モバイルGoogleマップ、「Gガイド番組表リモコン」、「FOMA通信環境確認アプリ」、「iアプリバンキング」、「楽オク出品アプリ2」、「DCMXクレジットアプリ」、「iD設定アプリ」がプリインストールされている。
2008年8月からグアム、ハワイ諸島での3G (850MHz) ローミングのサービスに対応した。
| 主な対応サービス           | 主な対応サービス                    | 主な対応サービス               | 主な対応サービス                        |
| -------------------------- | ----------------------------------- | ------------------------------ | --------------------------------------- |
| DCMX／おサイフケータイ     | うた・ホーダイ                      | 着うたフル／着うた             | デジタルオーディオプレーヤー (WMA)(AAC) |
| 直感ゲーム※／メガiアプリ   | Music&Videoチャネル／ビデオクリップ | GSM／3Gローミング (WORLD WING) | プッシュトーク                          |
| FOMAハイスピード           | GPS／ケータイお探し                 | デコメール／デコメ絵文字       | iチャネル                               |
| 着もじ                     | テレビ電話／キャラ電                | 電話帳お預かりサービス         | フルブラウザ                            |
| おまかせロック／バイオ認証 | 外部メモリーへiモードコンテンツ移行 | トルカ                         | iC通信／iCお引越しサービス              |
| きせかえツール／マチキャラ | バーコードリーダ／名刺リーダ        | 2in1                           | エリアメール                            |

1. ↑  BモードのメールはWebメールとなる。

## 歴史
- 2008年3月17日 - 電気通信端末機器審査協会 (JATE) 通過
- 2008年3月17日 - 技術基準適合証明 (TELEC) 通過
- 2008年5月27日 - F906i・F706i・N906i・N906iμ・N906iL・N706i・N706ie・P906i・P706ie・P706iμ・SH906i・SH906iTV・SH706i・SH706ie・SH706iw・SO906i・SO706i・L706ie・NM706iの開発が発表。
- 2008年6月5日 - 発売開始

## 不具合
- 2008年7月15日に以下の不具合の修正がソフトウェアの更新でなされた。
  - 2タッチ入力を設定し、文字入力を行うと、電源断、再起動する場合がある。
- 2008年10月7日に以下の不具合の修正がソフトウェアの更新でなされた。
  - FOMA端末を閉じて通話を切断すると、相手側に異音が聞こえる場合がある
  - microSDカードに保存した音楽をデジタルオーディオプレーヤーで再生すると、音飛びが発生する場合がある
  - 2タッチ入力を設定し、文字入力を行うと、電源断、再起動する場合がある
- 2009年4月23日に以下の不具合の修正と変更がソフトウェアの更新でなされた。
  - サーチキーなどの文字入力画面で、特定の文字を入力すると、再起動する場合がある
  - 海外の一部地域で、地域特性により通話や通信できない場合があったが、サービスをご利用できるように品質を改善
- 2010年5月20日に以下の不具合の修正がソフトウェアの更新でなされた。
  - 通話中に留守番電話件数が増加すると通知音が鳴動する場合がある
  - ワンセグで特定番組の視聴ができない場合がある

## その他
イメージキャラクターはF905iに引き続きSMAPの木村拓哉が務めている。CMにはジャリズムの世界のナベアツも出演している。